# Épieds, Maine-et-Loire
Épieds är en kommun i departementet Maine-et-Loire i regionen Pays de la Loire i nordvästra Frankrike. Kommunen ligger i kantonen Montreuil-Bellay som tillhör arrondissementet Saumur. År 2022 hade Épieds 719 invånare.

## Befolkningsutveckling
Antalet invånare i kommunen Épieds
| Referens: INSEE |